# Песочани
Песочани (мкд. Песочани) су насеље у Северној Македонији, у западном делу државе. Песочани припадају општини Дебарца.

## Географија
Насеље Песочани је смештено у западном делу Северне Македоније. Од најближег града, Охрида, насеље је удаљено 30 km северно.
Песочани се налазе у историјској области Дебарца, која обухвата слив реке Сатеске и са изразитим планинским обележјем. Насеље је смештено у средишњем, долинском делу области. Западно од насеља се изидже планина Караорман, а источно се пружа поље. Кроз насеље тече речица Сатеска. Надморска висина насеља је приближно 800 метара.
Клима у насељу је планинска.

## Историја
Место се налази у историјском простору званом Деборц, Дабарц или Дбрц. На планини се налазе рушевине вароши Цар-Владимирове, тј. Цар-Владимиров град, Албе или Београд. Ту је била летња престоница и велика задужбина првог српског светитеља краља Јована Владимира. На место древне српске паланке, налази сада село Песочани. Али од некада чисто српског православног места, то је средином 19. века чисто "мухамеданско село". У другој половини 19. века место је ипак сматрано за "српско", јер су у њему живели "Срби потурице или мухамеданци".
Међу тим рушевинама су најважнији темељи старе православне цркве, посвећене Св. Јовану Крститељу, коју је подигао српски краљ Владимир 999. године. Након убиства Владимировог, Бугари су његово мученичко тело пренели и сахранили ту у његовој задужбини, у великој каменој цркви. Одатле су нетрулежне мошти после пет година померене - пренете у православни манастир Св. Јована Владимира, код Елбасана. Урадила је то његова побожна супруга, удова краљица Косара.
Године 1937. месту је званично промењено име у Ново Александрово.

## Становништво
Песочани су према последњем попису из 2002. године имали 95 становника.
Већину становништва чине етнички Македонци (99%).
Већинска вероисповест је православље.